# Штейнбатц, Леопольд
Леопольд Штейнбатц «Бази» (нем. Leopold Steinbatz «Bazi»; 25 октября 1918, Вена — 15 июня 1942, близ Волчанска, СССР) — немецкий лётчик-ас истребительной авиации люфтваффе, лейтенант (посмертно, 1942 год), кавалер Рыцарского креста с Дубовыми листьями и мечами. В Ходе Второй мировой войны одержал 99 воздушных побед, все на Восточном фронте, примерно за 300 боевых вылетов.

## Биография
Получил летную подготовку в учебном авиационном полку австрийской армии. После аншлюса Австрии в 1938 году переведен в люфтваффе. После окончания в августе 1940 года летной школы, он в ноябре того же года в звании унтер-офицера был зачислен в состав эскадрильи 9./JG52.
Участвовал в Балканской кампании и боях над Критом. После это JG52 была переведена в Румынию для защиты нефтяных месторождений и подготовки румынских пилотов к полетам на Bf.109.
С июня 1941 года воевал на советско-германском фронте. Поскольку возможностей проявить себя особо не представлялось, свою первую победу он одержал только 4 августа 1941 года. В это же время, с августа, начал летать в паре с другим прославленным асом Германом Графом. Летая вместе с ним, к концу ноября 1941 года заявил на свой счет около 25 побед.
В январе 1942 года после кратковременного отпуска вернулся на фронт, проявляя признаки усталости и борясь с лихорадкой. Тем не менее 22 января 1942 года за 40 побед награждён Немецким крестом в золоте, а 14 февраля 1942 года за 42 победы — Рыцарским крестом Железного креста и произведен в обер-фельдфебели.
На Пасху 1942 года Штейнбатц получил свадебный отпуск, который стал его последним пребыванием дома. После этого он начал «штамповать» победы. В апреле 1942 года Штейнбатц сбил 6 советских самолетов (44-49-я победы). 5 мая одержал 2 победы (50-51-я), 8 мая 7 побед (52-58-я) а 20 мая была одержена 75-я по счету победа. Герман Граф, являвшийся также командиром эскадрильи Штейнбатца впоследствии вспоминал:

После своего возвращения он оказался совершенно безрассудным. Он вступил в беспрецедентную гонку за победами, они следовали одна за другой! По достижении его 80-й победы, когда ожидалось, что он будет награждён дубовыми листьями, я принуждал его взять отпуск. Боевые действия наложили огромную нагрузку на его нервы. Это было продемонстрировано в ряде случаев. Я отстранил его от полетов на пару дней, но потом он просил, чтобы ему снова позволили начать боевые вылеты.

1 и 2 июня Штейнбатц одерживал по 4 победы, после чего их количество достигло 91-й, и 2-го же июня он был 96-м человеком в вермахте награждён так желаемыми дубовыми листьями к Рыцарскому кресту. Тогда же он стал командиром звена.
11 июня он одержал свою 95-ю победу. 15 июня 1942 года он одержал свою 99-ю победу, однако в то же день его Bf.109F-4 (W.Nr. 133 57) «Желтая 2» не вернулась с боевого вылета. Вероятнее всего, его самолет был сбит зенитным огнём советской артиллерии в районе города Волчанска.
Посмертно, 23 июня 1942 года он был 14-м человеком в вермахте награждён Рыцарским крестом с дубовыми листьями и мечами и представлен к званию лейтенант. Таким образом он стал единственным унтер-офицером вермахта, получившим столь высокую награду, хотя и посмертно.